# Sia Kuej

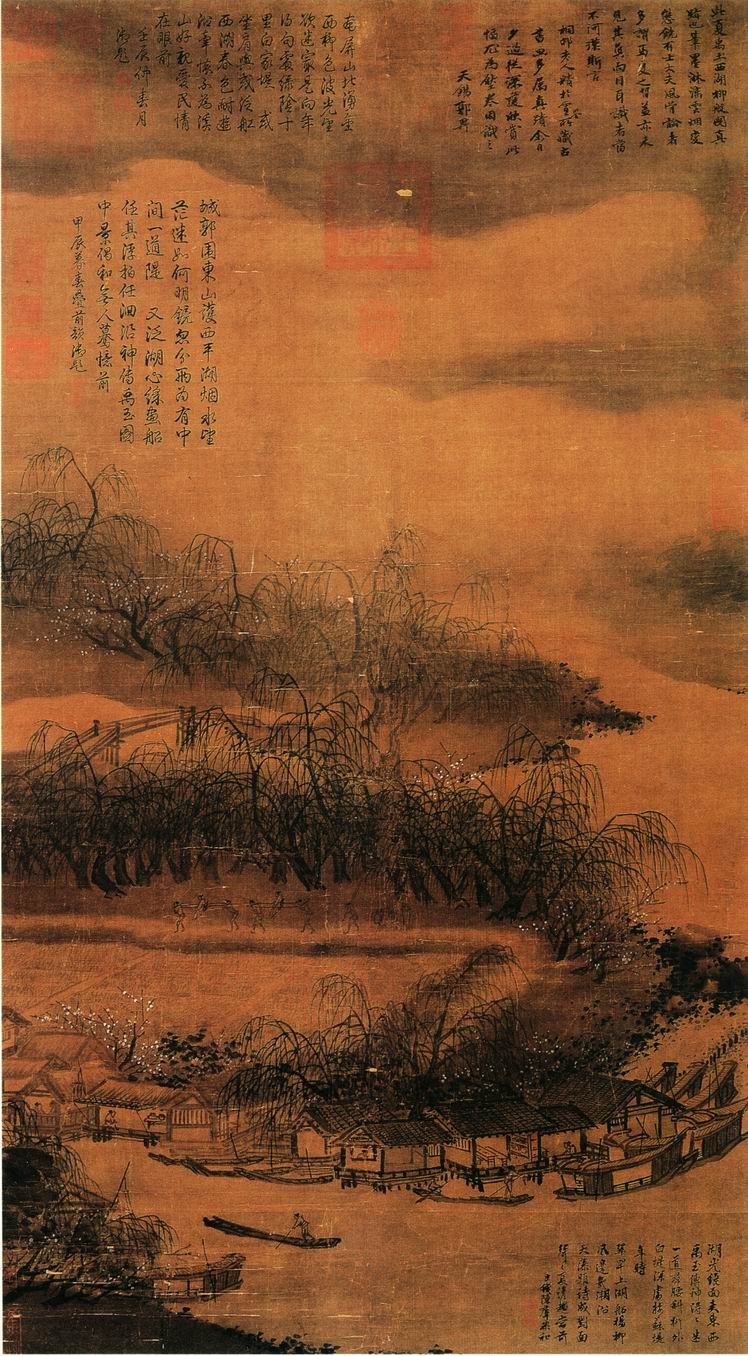
Sia Kuej, Vrby a čluny na Západním jezeře

Sia Kuej (čínsky pchin-jinem Xià Guī, znaky 夏圭, činný 1200–1240) byl čínský malíř sungské doby, maloval převším krajiny, zpravidla tuší jen lehce doplněnou barvami. Jeho práce, společně s dílem Ma Jüana, tvořila základ školy Ma-Sia (馬夏) a je řazena mezi nejlepší své doby.

## Jména
Sia Kuej používal zdvořilostní jméno Jü-jü (čínsky pchin-jinem Yǔyù, znaky 禹玉).

## Život
Sia Kuejova životní data nejsou známa, pocházel z Chang-čou, hlavního města čínské říše Jižní Sung. Podle většiny jeho čínských životopisců sloužil v císařské malířské akademii za panování císaře Ning-cunga (vládl 1194–1224), avšak jeho nejstarší biografie v Čuang Suově sbírce životopisů malířů Chua-ťi pu-i z roku 1298 ho řadí do období vlády Li-cunga (1224–1264). Zřejmě proto působil zhruba v letech 1200–1240.
V malbě následoval, stejně jako ostatní akademičtí malíři 12. století, styl severosungského krajináře Li Tchanga. Jeha díla měla racionálnější vyznění než soudobé práce Ma Jüana, vyzařovala z nich starodávná elegance. Velkou pozornost věnoval kompozici; byla pro něj charakteristická jednoduchost v níž několik čar vystihlo strom nebo člun, skvrna tuše vodní plochu…
Zachovalo se jen málo jeho prací, vesměs listy z tehdy oblíbených alb a několik závěsných svitků, příkladem takového horizonálního svitku je obraz Průzračné a daleké hory a řeky v Národním palácovém muzeu v Tchaj-peji.
S Ma Jüanem byl nejvlivnějším jihosungským malířem, kritici je spojili do školy Ma-Sia. Jeho styl, náročný na napodobení, následovali někteří malíři až do konce mingské doby, a počínaje Sesšúem se v 15. století rozšířil i do Japonska. Poměrně vysoce, jako předního zástupce „severní školy“ čínského malířství, ho hodnotil i Tung Čchi-čchang. Od 17. století však Sia Kuej ztratil vliv.